# Edmund Hinkly
 (décembre 2018).
Edmund Hinkly, né le 12 janvier 1817 à Benenden, mort à Walworth le 8 décembre 1880, est un joueur professionnel anglais de cricket. Il est connu pour être le premier homme à avoir pris les dix guichets dans une manche d'un first-class cricket, une partie de onze manches. Il a réalisé cela en jouant pour le Kent County Cricket Club contre l'Angleterre XI au Lord's Cricket Ground de Londres en 1848.

## Biographie
Hinkly est né à Benenden dans le Kent en 1817. Il dispute sa première rencontre first class de cricket pour le Kent contre Surrey sur le terrain The Oval en 1846. Il a joué dans 43 first-class cricket jusqu'en 1858. Joueur professionnel au Northumberland County Cricket Club en 1862, il a joué également pour le Kent County Cricket Club. Il a joué deux matchs pour le Surrey County Cricket Club et est apparu à quatre reprises pour l'Angleterre, dans des matchs contre des comtés. Il a également joué deux fois pour le Sud de l'Angleterre et une fois pour le Surrey County Cricket Club. Il occupa le rôle d'umpire, arbitre, lors du match opposant le Surrey à Kent en 1852 à The Oval. 
Il a joué pour un certain nombre de clubs dans différentes parties du pays, en tant que professionnel.
Le fait le plus notable de sa carrière est d'être le premier joueur à être officiellement enregistré pour avoir réussi dix guichets en une manche, innings pour le Kent en 1848. Ses statistiques, ne sont toutefois pas entièrement connues, les scores, analyses des rencontres n'étant pas toujours collectées et enregistrées à cette époque.